# Терезія Нолійська
Терасія (Терезія) (активність 381 — прибл. 409 роки) — християнська аристократка з Іспанії. Завдяки шлюбу з Пауліном з Ноли вона заохочувала його навернення до християнства і мала вплив на ранню церкву, разом зі своїм чоловіком писала послання та була покровителем культу святого Фелікса. Вона була першою жінкою-кореспондентом святого Августина і була вихвалена ним за святість. Августин дав Терезії та Пауліну в дар буханець хліба, можливо, для використання в Євхаристії.

## Ранні роки
Терасія народилася в Іспанії в четвертому столітті нашої ери. Вона вийшла заміж за Павліна незабаром після 381 року нашої ери, коли він переїхав до Галлії. Терасія була багатою і побожною християнкою «бездоганного характеру», віра якої мала глибокий вплив на її чоловіка. До 389 року Паулін також прийняв християнство, і пара переїхала до Іспанії.
Терасія жила зі своїм чоловіком в Іспанії між 389 і 394 роками Вони разом володіли майном, і саме її багатство підтримувало більшу частину їхнього спільного життя.  Невдовзі після переїзду до Іспанії їхня єдина дитина, син на ім’я Цельс, помер у віці 8 днів. Смерть їхнього сина, схоже, змусила їх прийняти більш аскетичне й духовне життя, і до 395 року вони відступили до маєтків Пауліна в Нолі. Було припущено, що з цього моменту шлюб Теразії та Пауліна став платонічним і вони зосередилися на «дружньому шлюбі».  Ієронім Стридонський заохочував їх до цього самозречення через листування з ними.

## Релігійне життя
Релігійні люди в період пізньої античності писали листи (послання) один одному, створюючи благодатну соціальну мережу дебатів. Жінки, такі як Теразія, також були частиною цієї мережі обговорень, а також: Меланія Старша, Пауліна, Аманда та Галла. Освічені жінки мали величезний вплив на розширення християнської церкви, зокрема на заохочення чоловіків до навернення.
У пізньоантичний період багатьма аскетичними спільнотами керували «чоловік і дружина» або «духовний брат/сестра». Саме тут, у Нолі, Паулін і Терасія разом написали листи іншим богословам, заснували монастир і обидва стали покровителями культу святого Фелікса.

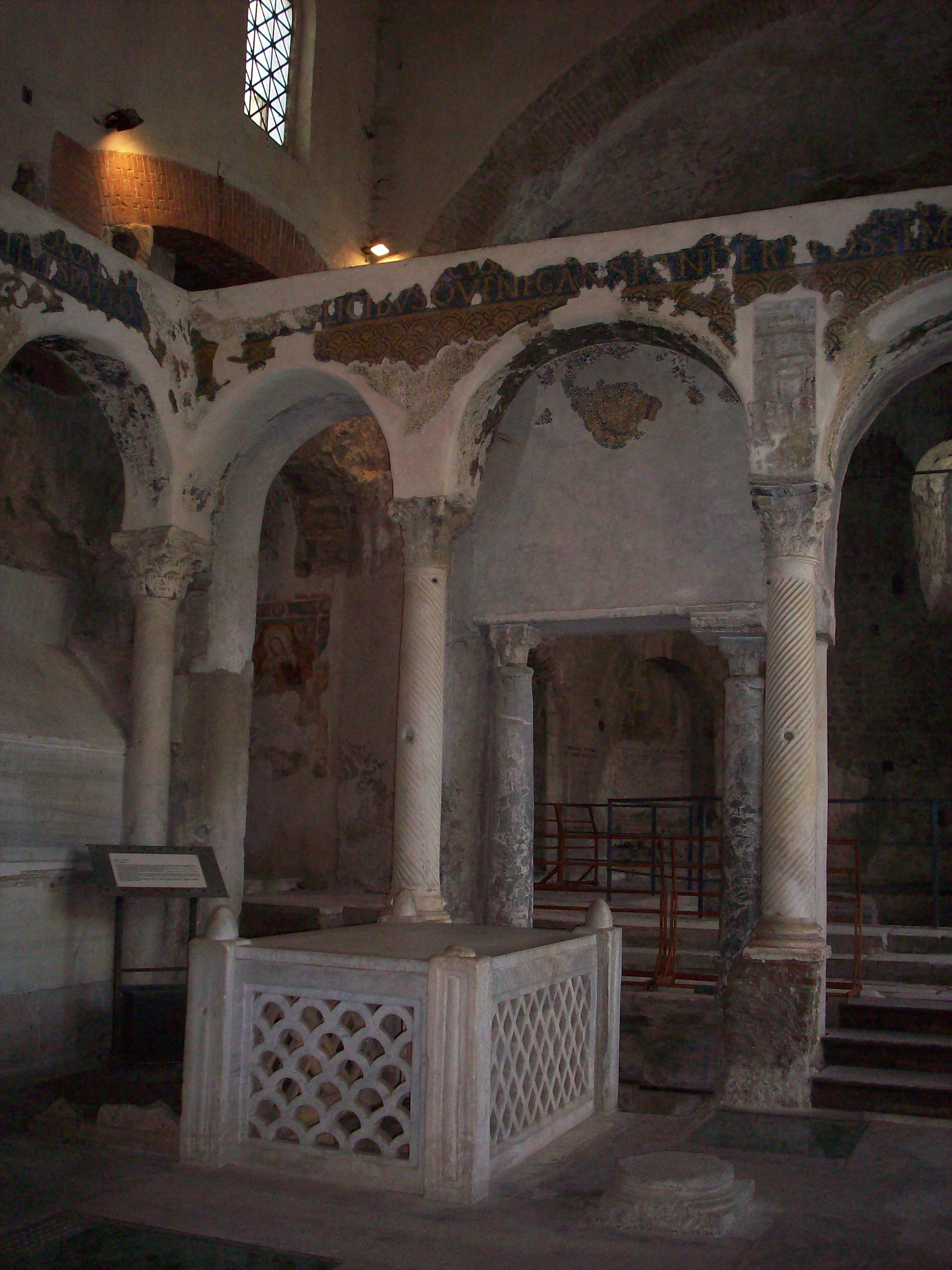
Цимітільська гробниця Фелікса з Ноли

Августин вихваляв святість Теразії: «in te uno resalutamus», що перекладається як «у відповідь ми вітаємо її в тобі одному», маючи на увазі, що хоча святість Теразії вихвалена, вона вихвалена з точки зору святості Павліна.
Важливим обміном між християнами були подарунки. Терасія разом подарувала Сульпіцію частинку реліквії Істинного Хреста, щоб подякувати за споруджені ним церкви. Реліквію Теразії та Пауліну подарувала Меланія Старша. Августин Гіппонський подарував Терезії та Пауліну буханець хліба для Євхаристії як «знак єдності» між ними.

## Літературне життя
Терасія була співавторкою зі своїм чоловіком кількох листів, зокрема «Послань» 3–4, 6–7, 24, 26, 39–40, 43–5. Вона також листувалася з іншими релігійними діячами разом зі своїм чоловіком, у тому числі була першою жінкою-кореспондентом Августина Бегемота. Листи між ними включають: Послання 24 до Аліпія, Послання 25 до Августина, Послання 30 до Августина, отримане Послання 31 від Августина, Послання 32 до Румуніуса, Епістула 42 від Августина, Епістула 45 від Августина і Аліпія, Епістула Августина 9, Епістула Августина 9 до Августина, Епістула 95 від Августина. Вона також згадується в листах Ієроніма 58.2.6 і 118.5.

## Смерть
Терасія померла між 408 і 410 роками. Після її смерті Паулін був висвячений на єпископа Ноли.  Після його смерті вони були поховані в подвійній гробниці в церкві Святого Фелікса. 